# Piaggio
Piaggio & C. SpA (Borsa Italiana : PIA) (prononcé : /ˈpjaddʒo/) est une société holding italienne appartenant à la holding italienne IMMSI S.p.A. contrôlée par Roberto Colaninno. Piaggio & C S.p.A. est une entreprise italienne mondialement connue, implantée à Pontedera, près de Pise, qui produit des moteurs, des motocyclettes, scooters, cyclomoteurs, des motos et des petits véhicules utilitaires légers. C’est notamment l’inventeur du scooter, la fameuse Vespa, qui a fait sa réputation dans le monde des deux roues. C'est également un constructeur d'avions et de moteurs d’avions réputé.

## Historique

### Origines

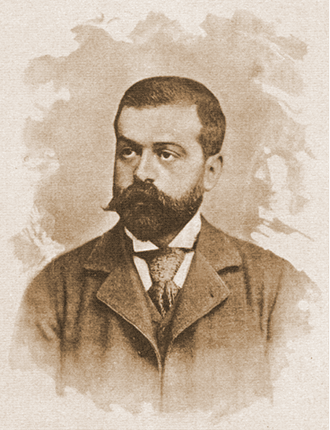
Rinaldo Piaggio

Le premier secteur d'activité de la société Piaggio est lié au travail du bois. Le 5 septembre 1882, Enrico Piaggio, qui possédait une scierie, achète un terrain à Sestri Ponente, près de Gênes pour y installer un entrepôt à bois qui deviendra, en quelques années, un atelier d'ébénisterie et marqueterie spécialisé dans le mobilier pour navires de luxe. En 1884, son fils Rinaldo, alors âgé de seulement 20 ans, fonde la société Rinaldo Piaggio, rebaptisée Piaggio & C. en 1887. En 15 ans, l'atelier d'accastillage naval Piaggio a obtenu un quasi-monopole sur la côte nord-ouest de l'Italie. Tous les chantiers navals se sont tournés vers Piaggio pour l'ameublement. L'activité s'est développée au fur et à mesure que des contrats arrivaient de toutes les régions d'Italie et de constructeurs navals internationaux. Au tournant du siècle, Piaggio était un nom très réputé en Italie comme à l'étranger. Les cabines et les salons de plus de 70 compagnies maritimes ont été équipés de meubles Piaggio.
Au début du XXe siècle, il se tourne vers le secteur ferroviaire en plein développement et construit des wagons et des locomotives à vapeur. En 1915 , la société acquiert les "Ateliers Aéronautiques Francesco Oneto" de Pise, anciennement "Società Aviazione Fratelli Antoni".
En 1917, durant la Première Guerre mondiale, Rinaldo Piaggio convertit l'entreprise à la production aéronautique et militaire. Piaggio s'engage dans la production de vedettes lance torpilles anti-sous-marins MAS, d'avions et hydravions, d'abord produits sous licence Ansaldo, Macchi, Caproni et Dornier, puis ses propres modèles.
Pendant la Première Guerre mondiale, la branche aéronautique Piaggio Aero se développe et produit des moteurs d'avion militaire. En 1924, Piaggio commence la production des premiers moteurs Jupiter et des avions Dornier Wal, sous licence puis, s'engage dans la construction de ses propres avions dont l’hydravion futuriste Piaggio P.7 (1929) et le bombardier entièrement métallique Piaggio P.16 (1935).
Les usines de l'entreprise ont été utilisées, pendant l'entre-deux-guerres, pour la production de matériel ferroviaire et aéronautique, un secteur d'activité qui a été géré par la filiale Piaggio Aero Industries, née en 1915 et renommée Piaggio Aerospace en 2014. Après la Première Guerre mondiale, l'Italie est passée d'une économie de guerre à une économie de paix. La société, d'abord spécialisée dans le mobilier pour navires de luxe, se lance dans la production de wagons de chemins de fer, de moteurs, de carrosseries d'autocars, de tramways et de camions.
Au début des années 1920, Piaggio construit le train royal italien pour le roi Victor Emmanuel III et des appareils électroménagers révolutionnaires tant en termes de conception que d'utilisation. Pour s'assurer un nombre suffisant d'ouvriers également dans le secteur aéronautique, Piaggio rachète l'usine aéronautique Bonmartini de Rome pour y fabriquer l'avion de chasse monoplan Piaggio P.2 et le quadrimoteur Piaggio P.108, le seul bombardier quadriréacteur utilisé par la Regia Aeronautica durant la Seconde Guerre mondiale.
En 1924, Piaggio & C rachète l'usine CMN - Costruzioni Meccaniche Nazionali de Pontedera qui fabrique des automobiles. En 1926, Rinaldo Piaggio fonde la société SANA - Società Anonima Navigazione Aerea, la première entreprise italienne de transport aérien de passagers. C'est la période de la grande dépression économique avec la crise de 1929. Giovanni Gabrieli, Giovanni Casiraghi et Corradino D'Ascanio sont quelques-uns des ingénieurs qui travaillaient pour l'entreprise à l'époque et qui sont considérés comme les pères de l'industrie aéronautique italienne. Corradino D'Ascanio a conçu l'hélicoptère coaxial "DAT 3", le premier hélicoptère de l'histoire réellement piloté par l'homme et avec des hélices montées sur cardans, un moteur Fiat A.50 équipé de deux rotors coaxiaux contrarotatifs, contrôlé par des petits volets fixés sur le bord de fuite des pales, un concept qui sera repris plus tard par d'autres constructeurs.
Rinaldo Piaggio décède en 1938. Ses fils se partagent responsabilités et compétences, Armando dirige les usines ligures de Finale Ligure et de Sestri et Enrico les usines toscanes de Pontedera et de Pise. Dans les années du fascisme, une énorme variété de produits industriels sont fabriqués : les avions, bien sûr mais aussi des camions, autocars, téléphériques, remorques, funiculaires, appareils électroménagers et même des fenêtres en aluminium. Ce sont les années du colonialisme italien : certaines usines de production Officine Meccaniche Africa Orientale - OMAO s'implantent à Addis-Abeba et à Gura, en Éthiopie, pour des réparations et des constructions aéronautiques.
Entre 1937 et 1939, Piaggio a battu 21 records du monde avec ses avions et ses moteurs fabriqués dans la toute nouvelle usine de la société à Pontedera.
Pendant la Seconde Guerre mondiale quasiment toutes les usines Piaggio ont été bombardées et détruites. (Les Alliés ayant beaucoup souffert des avions Piaggio équipant les armées italienne et allemande). Après chaque bombardement, Armando Piaggio entreprend systématiquement la reconstruction des usines dédiées à la construction aéronautique, la construction navale et ferroviaire. De nouveaux avions sont lancés les Piaggio P.148 et P.149.
Dès la fin de la guerre, en 1945, à la suite des sanctions appliquées contre l'Italie, Piaggio ne peut plus fabriquer d'avions, son activité principale pendant la guerre, car cette activité est désormais interdite à l'Italie. La reconstruction des usines de Pontedera est rapidement effectuée et Enrico Piaggio, le fils du fondateur du groupe Piaggio, décide alors de développer un deux-roues afin de créer un nouveau débouché pour son usine. Les premiers prototypes de la Vespa sont dévoilés à la fin de l'année 1945 et commercialisés au printemps 1946. La Vespa qui, depuis, est devenue une marque, connaît un succès immédiat et devient rapidement un symbole de l'Italie d'après-guerre. 2.000 exemplaires ont été vendus les six premiers mois. Durant les 10 premières années, Piaggio a vendu plus d'un million de Vespa. En 1956, il y avait 4.000 points de vente Vespa en Italie, 8.000 dans le reste de l'Europe et 2.000 dans les autres parties du monde
En 1948, Piaggio lance son premier triporteur, l'Ape
En 1950, la Vespa est construite dans les usines Piaggio en Allemagne, puis au Royaume-Uni et en France à Fourchambault dans la Nièvre. En Espagne, la production débute en 1953 à Madrid. Des usines sont construites à Bombay en Inde et au Brésil. La marque s'implante également aux États-Unis. La Vespa sera construite dans treize pays et commercialisée dans 114. Sa seule rivale fut l'Innocenti Lambretta. En 1953, Piaggio a fabriqué 171.200 exemplaires de Vespa, en 1956, Piaggio fête le millionième exemplaire, en 1960 le deux millionième, en 1970 le quatre millionième, en 1988, Piaggio célèbre la dix millionième Vespa vendue dans le monde. En 2017, Piaggio doit arrêter la fabrication en Europe de la Vespa PX, dernière série de Vespa classiques à moteur 2 temps, à cause de la législation européenne interdisant sur les moteurs 2 temps jugés trop polluants. En 2019, Piaggio lance la Vespa électrique rechargeable. En 2021, lors de la célébration du 75e anniversaire de la Vespa, Piaggio a dévoilé que la production cumulée de Vespa a atteint les 19 millions d'exemplaires.
En 1965, Enrico Piaggio décède et c'est Umberto Agnelli, frère de Gianni Agnelli, grand patron de l'empire Fiat, mais aussi mari de la fille d'Enrico Piaggio, Antonella Bechi Piaggio,, qui reprennent l'entreprise Piaggio. Durant sa présidence, Umberto Agnelli développe le groupe et rachète Gilera en 1969 et multiplie les nouveaux modèles avec les cyclomoteurs à grandes roues Ciao en 1967, Bravo, Boxer, Si et Grillo.
Le 4 novembre 1966 est une date douloureuse dans l'histoire de l'usine Piaggio de Pontedera : la rivière Era déborde et inonde toute la ville. Grâce à la grande solidarité des ouvriers et des citoyens, l'usine à pu reprendre son activité après seulement quelques jours. Les dommages se sont élevés cependant à environ 2 milliards de £ires à l'époque.
En 1973, Piaggio lance l'étude d'un cyclomoteur électrique appelé Eco Electron et deux ans plus tard, le premier prototype électrique Ape a été construit. Les années 1970 ont vu la création de nouveaux produits dans le segment des scooters et des triporteurs : en 1977, la Vespa PX est née ; en 1980 la plus ancienne marque de vélos au monde FIV Edoardo Bianchi a été rachetée. En 1989, Piaggio lance le Sfera, le premier scooter avec un cadre en tube d'acier et une carrosserie en plastique et d'une gamme de moteurs (50 à 125 cm3) à quatre temps équipés d'un variateur de vitesses CVT automatique. Une version hybride a été présentée en avril 1991.
Une nouvelle gamme de scooters a été lancée : Zip (1992), Hexagon (1994), Liberty (1995), X9 (2000) et Beverly (2001).
Le 25 février 1993, Giovanni Alberto Agnelli, surnommé « Giovannino » succède à son père Umberto Agnelli à la présidence du Groupe Piaggio. Il décède le 13 décembre 1997 d'une forme très rare de cancer aux intestins.
Privé de ses dirigeants actionnaires principaux, le groupe Piaggio, qui n'a jamais été intégré dans la structure financière du Groupe Fiat, entame alors un changement dans la composition de son actionnariat. En 1999, le contrôle passe au groupe financier Morgan Grenfell Private Equity. La même année, l'usine de triporteurs indienne de Baramati est inaugurée, en 2001, Piaggio prend le contrôle du constructeur de motos espagnol Derbi, en 2003, le groupe Piaggio passe sous le contrôle de la holding industrielle IMMSI S.p.A. de Roberto Colaninno et est coté à la Bourse de Milan en 2006.
En 2004, Piaggio rachète le constructeur italien Aprilia de Noale (Venise) qui possède, entre autres, les marques historiques Moto Laverda et Moto Guzzi.
En 2005, Piaggio inaugure son usine de Foshan, en Chine, pour la production de scooters en coopération avec l'industriel chinois Zongshen, comme la loi chinoise l'impose.
En 2009, Piaggio lance le révolutionnaire scooter MP3, un scooter à trois roues, deux à l'avant et une à l'arrière.
En 2007, un prototype de scooter hybride est présenté à la presse, équipé d'un moteur thermique et d'un moteur électrique, dont la production avait été annoncée pour l'année suivante. La même année, le Groupe Piaggio débarque officiellement au Vietnam.
En 2012, la Vespa fait son entrée directe sur le marché indien. Jusqu'alors Piaggio avait été présent en Inde à travers des co-entreprises qui fabriquaient les modèles Piaggio sous licence : d'abord Bajaj Motorcycles de 1959 jusqu'en 1971 puis LML Ltd de 1983 jusqu'en 1999.
Une nouvelle usine de moteurs est inaugurée près de Hanoï . En 2013, le PADC - Piaggio Advanced Design Center ouvre à Pasadena (Californie, États-Unis).
Fin 2015, le Piaggio Fast Forward (PFF) est né, centré sur l'innovation et une nouvelle façon de faire de la recherche. Présidé par Roberto Colaninno, il est basé à Cambridge (Massachusetts, États-Unis).
En 2017, la société est leader dans le secteur du scooter en Europe avec plus de 50% de part de marché.
Le 18 décembre 2019, Piaggio lance le triporteur électrique Piaggio Ape E-City en Inde. Il est produit localement dans l'usine Piaggio de Baramati dans l'État de Maharashtra.

### Dates clés

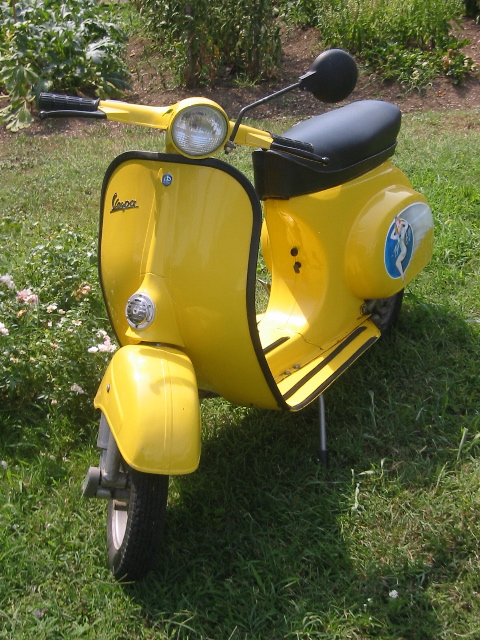
L'emblématique Piaggio Vespa
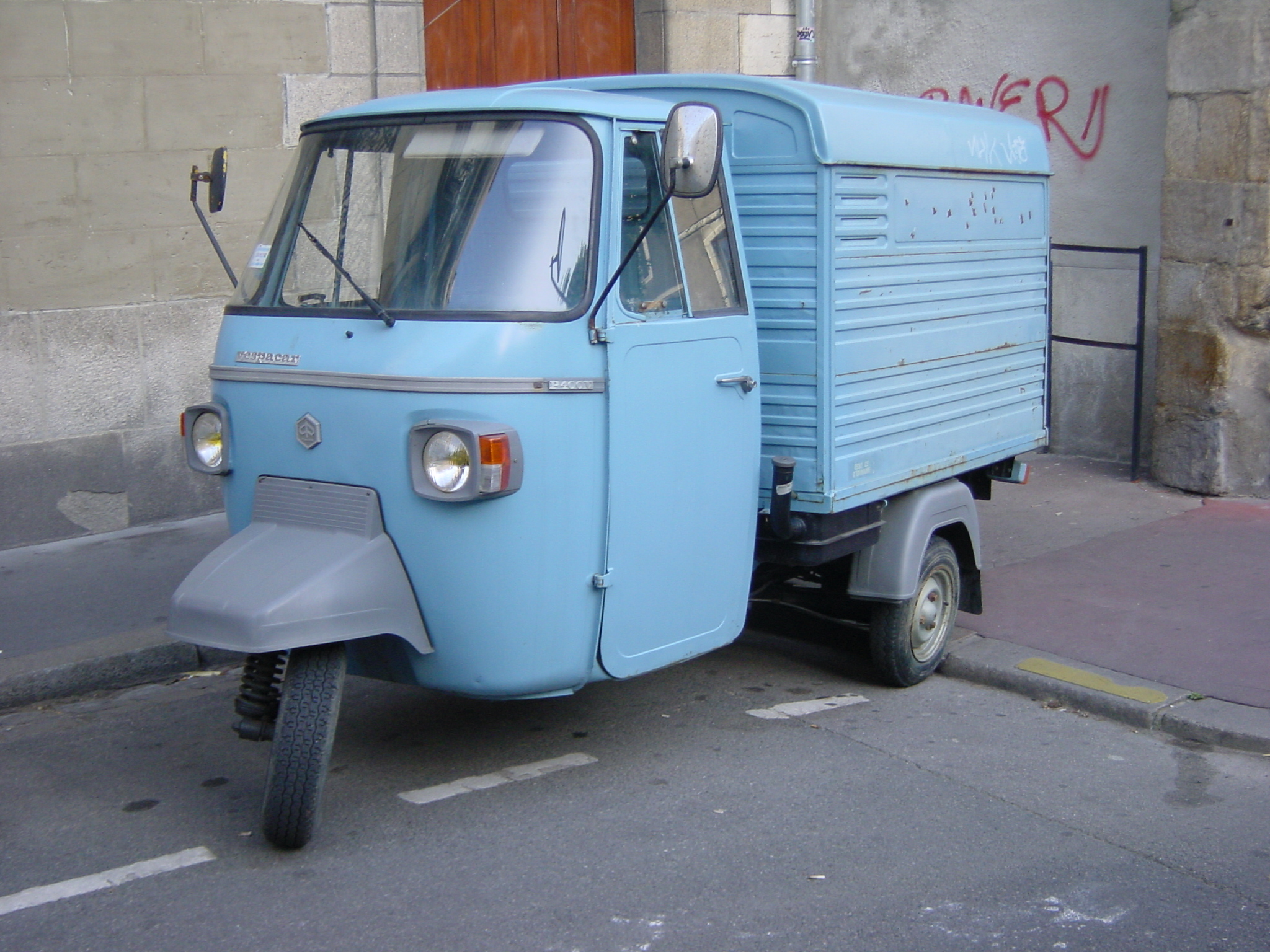
Triporteur Piaggio Ape
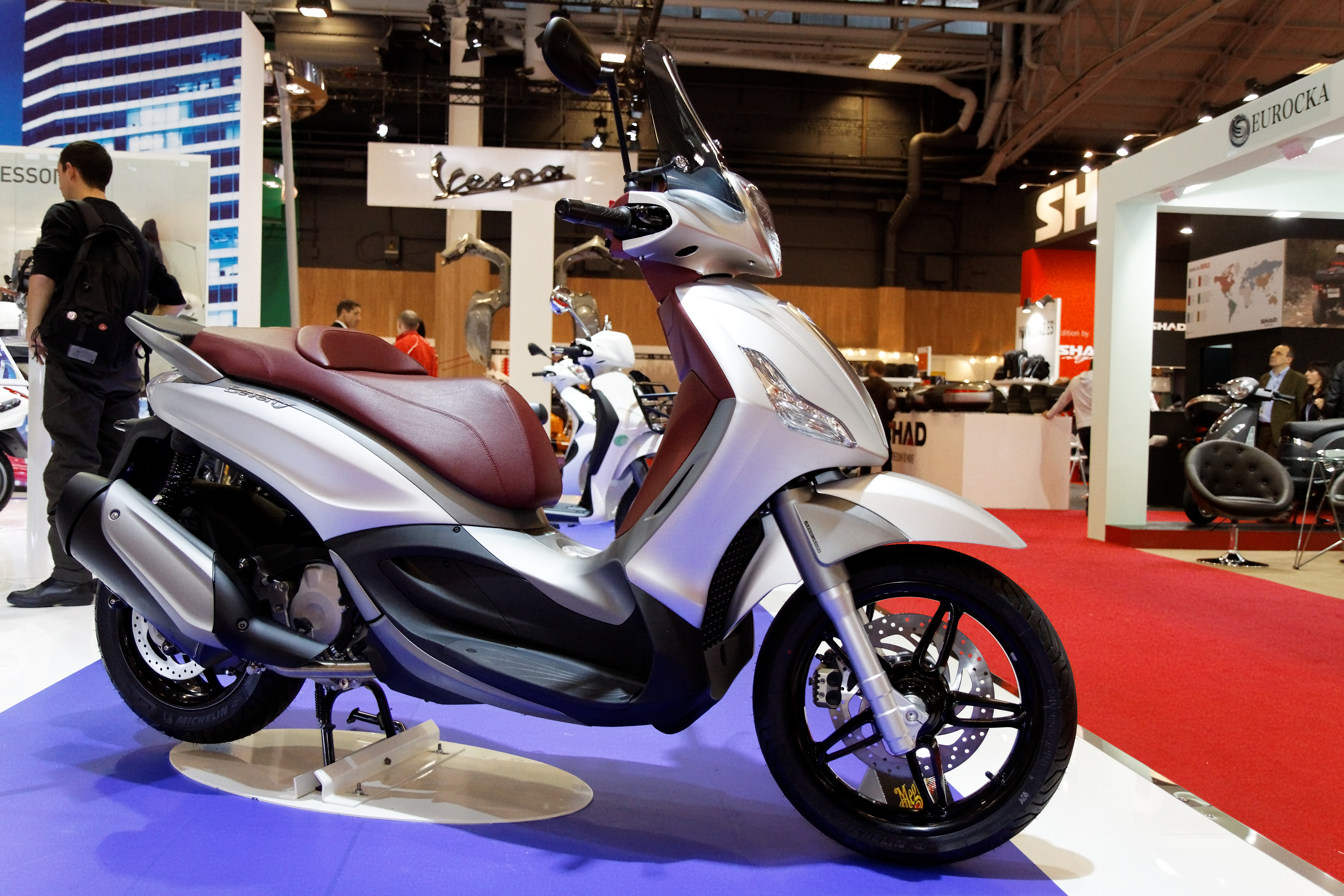
Piaggio Beverly
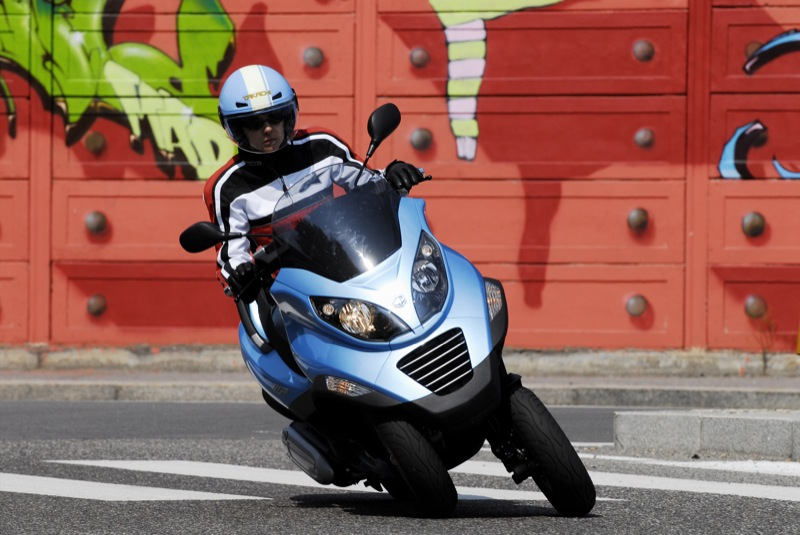
Piaggio MP3

## Piaggio SpA dans le monde
Le groupe Piaggio & C. SpA possède :
- 7 centres de recherche et développement
  - 2 en Italie 
    - Pontedera,
    - Noale, (Aprilia Racing Team)

  - Boston (États-Unis) Piaggio Group Advanced Design Center - Pasadena - Californie
  - Baramati - (État de Maharashtra - Inde)
  - Vinh Phuc (Vietnam)
  - Chine - Piaggio-Zongshen
- 8 sites de production :
  - Pontedera (Pise, Italie), trois usines pour la fabrication de deux-roues sous les marques Piaggio, Vespa et Gilera, de véhicules pour les transports légers (fourgons), destinés au marché européen (gamme Porter), les moteurs pour scooters et motos et le centre d'excellence E-Mobility. Production en 2022 : 135.734 (± 0,0%) 2Roues, 9.487 (+ 5,5%) 4Roues et 103.962 moteurs (- 7%)[17]
  - Scorzè (Venise, Italie), Piaggio Vietnam Co. Ltd. production de deux-roues sous les marques Aprilia et Scarabeo. Production 2022 : 26.913 2Roues (+ 25,8%) et 24.448 moteurs (+50,2%)[17],
  - Mandello del Lario (Lecco, Italie), production de véhicules et de moteurs Moto Guzzi. Production 2022 : 18.066 (+11,6%) 2Roues et 18.316 (+10,5%) moteurs[17],
  - Vinh Phuc (Vietnam (2009) 100%), production de scooters et moteurs pour le marché local et asiatique[18]. Production 2022 : 245.682 (+36,3%) 2Roues et 250.187 (+45,6%) moteurs[17]
  - Baramati (Inde (2012) 100%), Piaggio Vehicles Private Ltd. - production de véhicules pour les transports légers — scooters et fourgonnettes —, 139 000 exemplaires destinés au marché indien. Production 2022 : 69.374 (-17,4%) 2Roues, 104.091 (+37,0%) 4Roues et 127.897 (+1,%) moteurs[17]
  - Foshan (Chine (2005) 45%) (coentreprise Piaggio-Zongshen (45-45%)) - Zongshen-Piaggio Foshan Motorcycle Co. Ltd - production de véhicules pour les transports légers — scooters et fourgonnettes —, 200 000 exemplaires par an destinés au marché chinois. Production 2022[17] :
  - Boston (États-Unis (2015) 84%) - Piaggio Fast Forward (PFF) - robotique et robots porteurs terrestres pour la micro-mobilité[19],[20],
  - Djakarta (Indonésie (2022) 70,7%) - PT Piaggio Indonesia - scooters et triporteurs, essence et électriques[21]. Production 2022 : 2.080 2Roues[17]

## Production
La gamme des productions du Groupe Piaggio & C. comprend les scooters, motos et cyclomoteurs dans les cylindrées allant de 50 à 1 200 cm3 sous les marques Piaggio, Gilera, Aprilia, Moto Guzzi et Derbi. Le Groupe est également présent dans le domaine des transports légers à trois et quatre roues — triporteurs et fourgonnettes — avec les gammes de véhicules commerciaux Ape, Porter et Quargo.
- Production mondiale en 2022 : 625.500 véhicules dont 516 200 deux-roues et 109 300 véhicules légers à quatre roues[22]
- ventes par secteur géographique :
  - Europe & Amériques : 279.700 (+ 17,5%)
  - Inde : 148.800 (+ 10,3%)
  - Asie Pacific : 197.000 (+61,7%)
- Chiffre d'affaires mondial en 2022 : 2 087,4 millions d'€uros.
- Effectif dans le monde en 2006 : 5 838 salariés.

Liste des principaux produits fabriqués par le Groupe Piaggio :

### Production en cours
Motocyclettes à 2 roues
- Piaggio Fly (marché asiatique)
- Piaggio Beverly
- Piaggio Liberty
- Piaggio Medley
- Piaggio Vespa (Gamme complète comprenant plus de 60 modèles)
- Piaggio Zip
- Piaggio X7 (marché asiatique)
- Piaggio 1 (scooter électrique équipé du KERS - Kinetic Energy Recovery System)

Scooter à 3 roues
- Piaggio MP3

Triporteurs
- Piaggio Ape (Gamme complète de triporteurs comprenant plus de 20 modèles)
- Piaggio Ape E-City (triporteur électrique)
- Piaggio MyMoover

Véhicules commerciaux à 4 roues
- Piaggio Porter NP6

### Anciens modèles
Véhicules à 2 roues
- Piaggio Boss
- Piaggio Boxer
- Piaggio Bravo
- Piaggio Carnaby
- Piaggio Ciao
- Piaggio Cosa
- Piaggio Diesis
- Piaggio Free
- Piaggio Grande
- Piaggio Grillo
- Piaggio Hexagon
- Piaggio NRG
- Piaggio Quartz
- Piaggio Scatto
- Piaggio Sfera
- Piaggio Skipper
- Piaggio Si
- Piaggio Toledo
- Piaggio Typhoon
- Piaggio Vespa Elettrica (2018-2020) (équipée du KERS - Kinetic Energy Recovery System)
- Piaggio Vespino
- Piaggio Velofax
- Piaggio X7
- Piaggio X8
- Piaggio X9
- Piaggio X10
- Piaggio Xevo

Véhicules à 3 roues
- Piaggio Ciao Porter

Véhicules commerciaux à 4 roues
- Piaggio Quargo

ATV/Quad
- Piaggio Trackmaster (Arctic Cat TRV rebadgé)

Quadricycles
- Piaggio M500 (Casalini Ydea rebadgé)
- Piaggio AL500 (Grecav Eke rebadgé)
- Piaggio PK500 (Grecav Eke Pick-up rebadgé)

Moteurs aéronautiques (1920-1950)
- Piaggio P.VI
- Piaggio P.VII
- Piaggio P.VIII
- Piaggio P.IX
- Piaggio P.X
- Piaggio P.XI
- Piaggio P.XII
- Piaggio P.XV

Matériel roulant ferroviaire (1920-1950)
- Locomotive MC2 - conception la plus innovante des années 1930[24]
- Autorail M-R Piaggio et remorque (1938)
- Autorail M 1c INOX (1937)
- Autorail M2 série 50 (1936-37)
- Autorail FNM E 750 (I) (1947)
- Wagons acier et inox [25]

Carrosseries d'autobus
Jusque dans les années 1970, en Italie comme dans beaucoup de pays, les autobus et autocars comprenaient le châssis motorisé, construit par un constructeur et une carrosserie, avec un aménagement intérieur, réalisée par des carrossiers spécialisés. En Italie, seul Fiat proposait de autocars et autobus complets et des châssis à faire carrosser. Plusieurs carrossiers dont Piaggio, ont réalisé des séries d'autobus urbains pour les villes de Rome, Milan, Naples et Gênes sur les châssis :
- Fiat 668F Trolleybus[26]
- Fiat 410[27]
- Fiat 412[28]
- Lancia Esagamma

## Plaintes contre Peugeot Motocycles pour contrefaçon
Le groupe Piaggio avait déposé une plainte pour contrefaçon contre Peugeot Motocycles, propriété d'un groupe indien, concernant son modèle Piaggio MP3 contrefait en Peugeot Metropolis. Après avoir gagné les procès et leurs appels en Italie, le différend s'est prolongé en France. Pour cette violation, Peugeot Motocycles a été condamné, en première instance, également en France, en septembre 2021, à payer des dommages et intérêts pour un montant de 1.500.000 €uros, qui s’ajoutent aux autres amendes pour violation et aux frais légaux.